# لا پیلاس، تگزاس
لا پیلاس (به انگلیسی: Las Pilas) یک منطقهٔ مسکونی در ایالات متحده آمریکا است که در تگزاس واقع شده‌است. لا پیلاس ۲۸ نفر جمعیت دارد.